# Kupferhof Blankenberg

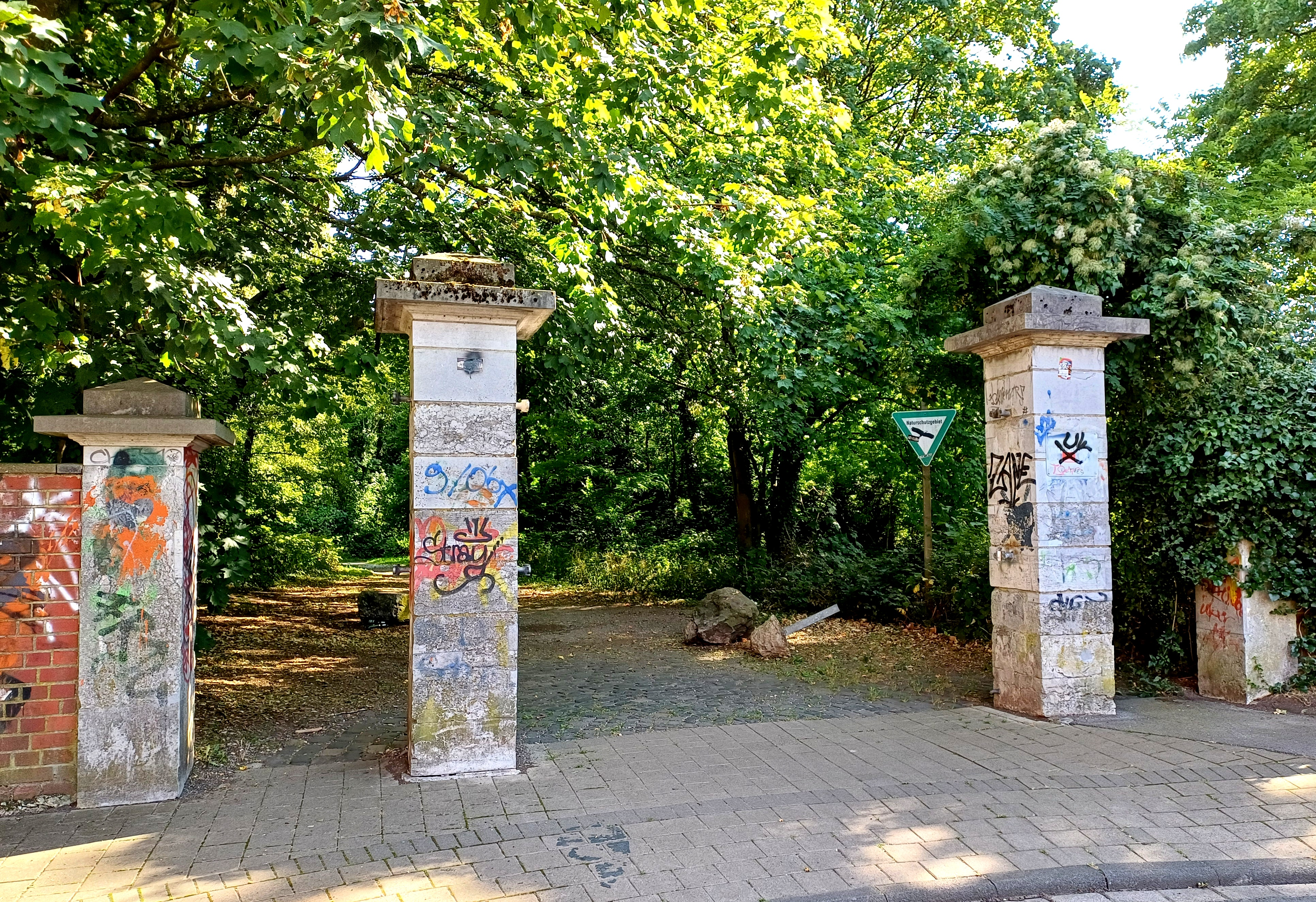
Verbliebene Toreinfahrt des früheren Kupferhofes

Der Blankenberg ist ein ehemaliger Kupferhof in Stolberg (Rhld.). Das Gebäude wurde 1972 vollständig abgerissen, hat jedoch die wirtschaftliche Entwicklung der Stadt und Umgebung über Jahrhunderte wesentlich geprägt.
Der ehemalige Kupferhof befand sich in Unterstolberg und verfügte über einen umfangreichen Landbesitz in Richtung Donnerberg, teils auch auf damaligen Eschweiler Stadtgebiet. 

## Der Hof im Besitz der Familie Peltzer und Mewis
Wohl ins 17. Jahrhundert fällt die Erbauung des Hofes Blankenberg. Vermutlich ist Johannes Peltzer († nach 1704) als Erbauer, Erbe oder Käufer anzusprechen. Sicher ist er der erste bekannte Eigentümer. Der in der Literatur erwähnte Heinrich von Binsfeld war weder Kupfermeister noch in Stolberg ansässig. Es handelt sich um einen Zuordnungsfehler, da er zur Mitte des 17. Jahrhunderts Amtmann im bergischen Amt Blankenburg war. Die Namensgleichheit von Amt und Hof führte zur irrtümlichen Gleichsetzung.
Johannes Peltzer war der Ehemann von Anna Maria Lynen, der Tochter des Besitzers des Kupferhofs Weide Simon Lynen. 
Der Kupferhof besaß keine Wasserkraft, so dass weder Wasserräder und Hammerwerke vorhanden waren. Die Arbeit auf dem Hof beschränkte sich auf das Metallgießen. Die anfallenden Messingblöcke mussten also auf Höfen mit Hammerwerken zu Platten oder Drähten verarbeitet werden. Hierzu eignete sich die Ellermühle, der Unterste Hof oder die Krautlade. Solche in Lohn durchgeführten Arbeiten konnten durch die Erträge der Landwirtschaft finanziert werden. Hierfür spricht die Tatsache, dass die Enkelkinder von Johann Peltzer nicht als Kupfermeister, sondern als Kupferschläger bezeichnet werden.
Johann Peltzers zweiter Sohn Simon bewohnte mit seiner Frau Anna Margarete Schardinel den Kupferhof Blankenberg. Der Erstgeborene Diederich Johannes (* 1684) lebte mit seiner Frau Margarete Prym auf dem Kupferhof Weide. 
Weder die Söhne noch die Enkel von Simon oder Diederich Johannes übernahmen den Kupferhof Blankenberg. Eigentümer wurde die mit Mathias Mewis verheiratete zweite Tochter von Diederich Johannes, Anna Maria. Aus dieser Ehe gingen die Tochter Anna Maria Mewis und die drei Söhne Johannes, Peter und Simon Mewis hervor. Während die Kinder von Anna Maria, die Mathias Schleicher vom Untersten Hof heiratete, den Hof verließen, blieben die Kinder der Söhne auf dem Kupferhof Blankenberg.
Der große Landbesitz des Blankenbergs bot in schwierigen wirtschaftlichen Zeiten durch seine Landwirtschaft ausreichende Sicherheit.

## Familie Englerth
Der Bergwerksbesitzer und erste Bürgermeister von Eschweiler, Carl Englerth, lebte Anfang des 19. Jahrhunderts im Kupferhof Blankenberg und starb dort 1814.

## Der Hof wird Verwaltungsgebäude
Ab der ersten Hälfte des 19. Jahrhunderts änderte sich der Verwendungszweck des Blankenbergs komplett. Die Messingindustrie Stolbergs hatte ihre Bedeutung verloren. Der Blankenberg wurde zum Verwaltungsgebäude für die immer wichtiger werdende Zink- und Bleierze verhüttende Industrie. Ab ca. 1846 errichtete die Eschweiler Gesellschaft für Bergbau und Hüttenbetrieb ihre Verwaltung im Blankenberg ein. 1872 wurde die Gesellschaft von der Rheinisch-Nassauischen Bergwerks- u. Hütten A.G. aufgekauft, wobei ein Direktor der Gesellschaft seinen Amtssitz auf dem Blankenberg hatte. 
1922 änderten sich die Besitzverhältnisse erneut. Es kam zu einem Zusammenschluss mit der „Aktiengesellschaft für Bergbau, Blei- und Zinkfabrikation zu Stolberg und Westfalen zu Aachen“. 1926 wurde sie komplett übernommen. Seit dieser Zeit wurde der Blankenberg als Wohnung für die Angestellten der Stolberger Zink-Gesellschaft benutzt. 
Im Jahr 1970 erwarb die „Landesentwicklungs-Gesellschaft Nordrhein-Westfalen für Städtebau, Wohnungswesen, Agrarordnung G.m.b.H“ den Blankenberg. 1972 wurde der ehemalige Kupferhof vollständig abgerissen. Lediglich die Torepfeiler des Gebäudes sind erhalten geblieben. Das gesamte Gelände weist mittlerweile parkähnlichen Charakter auf wurde und größtenteils in das Naturschutzgebiet „Wiesenstraße – Donnerberg – Blankenberg“ integriert.
Die Straße „Am Blankenberg“ in Unterstolberg erinnert heute an das Gebäude.